# パラグアイ軍
パラグアイ軍（パラグアイぐん、スペイン語: Fuerzas Armadas de Paraguay）は、パラグアイの軍事組織。
2007年時点で総員10,100人、予備役164,500人。
パラグアイ大統領の指揮の下、国防大臣を通じて文民統制を受ける。国防省傘下の陸海空の三軍がある。
徴兵制を採用しており、成人男子は18歳の誕生年から1年間服務するとされる。
2005年7月、マリスカル・エスティガリビア空軍基地（Mariscal Estigarribia）にアメリカ合衆国軍特殊部隊による軍事援助団が到着した。

## 組織構成

### 陸軍
陸軍は3個軍団に9個師団を基幹部隊としているが常備軍としての規模は約7,000人と小さく、保有装備も旧式化したものが多い。

### 海軍
海軍は内水河川の防衛警備に必要な艦艇を有し、小規模な海軍航空隊と海兵隊を有する。

### 空軍
空軍は1個の航空旅団とその他の部隊・機関から成る。

## 国際活動
以下の国際活動に参加した実績がある。
- 国際連合ハイチ安定化ミッション
- 国際連合キプロス平和維持軍
- 国際連合コンゴ民主共和国安定化ミッション
- 国際連合中央アフリカ・チャド・ミッション
- 国際連合コートジボワール活動